# Lògica empírica
La lògica empírica és la base del raonament empíric i, per tant, del mètode empíric. Aquesta visió de la lògica prové de l'antiga Grècia. El terme “empíric” deriva del grec antic d'experiència, έμπειρία, que al seu torn deriva de έυ en i πεἳρα prova, experiment. El seu desenvolupament històric provoca la definitiva separació entre les ciències formals (com la geometria o l'àlgebra) de les ciències descriptives (com la zoologia o la botànica).